# Deutsche Sledge-Eishockey Liga 2007/08
Die Saison 2007/08 war die achte Spielzeit der Deutschen Sledge-Eishockey Liga. Mit den Bremer Pirates, Cardinals Dresden, Hannover Scorpions, Heidelberg Knights und der SG Kamen/Wiehl  nahmen fünf Mannschaften am Spielbetrieb teil. Den Titel des Deutschen Meisters sicherte sich zum ersten Mal SG Kamen/Wiehl.

## Modus
Die fünf Mannschaften trugen die Spielzeit im Ligasystem aus. Dabei spielte jedes Team insgesamt acht Mal und somit zwei Mal gegen jede andere Mannschaft. Insgesamt umfasste die Saison 20 Spiele. Für einen Sieg gab es drei Punkte. Das Unentschieden wurde abgeschafft, stattdessen folgte ein Penaltyschießen. Der Sieger des Penaltyschießens erhielt zwei Punkte, der unterlegenen Mannschaft wurde ein Zähler gutgeschrieben.

## Saisonverlauf
Bereits am ersten Spieltag sorgte die SG Kamen/Wiehl für eine Überraschung, als sie den Abonnement-Meister Hannover Scorpions nach Penaltyschießen mit 4:3 besiegen konnten. Die SG Kamen/Wiehl verteidigten im Saisonverlauf den Ein-Punkt-Vorsprung auf die Niedersachsen und siegten in den folgenden sechs Partien problemlos. Ebenso taten es ihnen die Scorpions nach, so dass es am 22. März, eine Woche vor Beginn der Weltmeisterschaft in den Vereinigten Staaten, zum Meisterschaftsfinale kam. Dabei besiegte die SG Kamen/Wiehl die Hannover Scorpions auf deren Eis mit 2:0 und entthronten sie damit erstmals als Meister in der Geschichte der höchsten deutschen Spielklasse.
Dahinter platzierten sich die Cardinals Dresden auf dem dritten Rang, jedoch schon mit großem Abstand zu den beiden Führenden. Entscheidend für das Erreichen des dritten Platzes waren für die Dresdner die Siege in den Duellen gegen den direkten Konkurrenten aus Bremen gewesen. Erneut abgeschlagen auf dem fünften und letzten Platz landeten die Heidelberg Knights.

## Abschlusstabelle
Abkürzungen: Sp = Spiele, S = Siege, SnP = Siege nach Penaltyschießen, NnP = Niederlage nach Penaltyschießen, N = Niederlagen, ET = Erzielte Tore, GT = Gegentore, TD = Tordifferenz, Pkt = Punkte
| Pos |                    | Sp | S | SnP | NnP | N | ET | GT  | TD  | Pkt |
| --- | ------------------ | -- | - | --- | --- | - | -- | --- | --- | --- |
| 1   | SG Kamen/Wiehl     | 8  | 7 | 1   | 0   | 0 | 64 | 9   | +55 | 23  |
| 2   | Hannover Scorpions | 8  | 6 | 0   | 1   | 1 | 60 | 13  | +47 | 19  |
| 3   | Cardinals Dresden  | 8  | 4 | 0   | 0   | 4 | 27 | 25  | +2  | 12  |
| 4   | Bremer Pirates     | 8  | 2 | 0   | 0   | 6 | 24 | 30  | −6  | 6   |
| 5   | Heidelberg Knights | 8  | 0 | 0   | 0   | 8 | 4  | 102 | −98 | 0   |